# Frente de Unidad Nacional (Polonia)

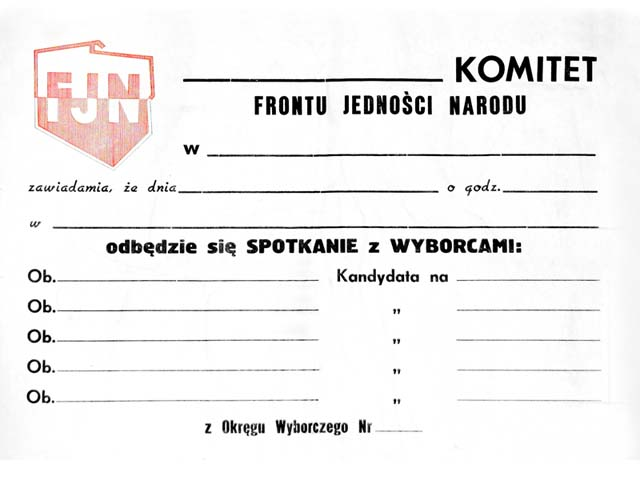
Anuncio de elecciones del FJN en la década de 1970s.

El Frente de Unidad Nacional (en polaco, Front Jedności Narodu, FJN) fue un frente popular que supervisó las elecciones en la República Popular de Polonia que también actuó como coalición para el partido comunista dominante Partido Obrero Unificado Polaco (PZPR) y sus aliados. Fue fundado en 1952 como Frente Nacional y rebautizado como Frente de Unidad Nacional en 1956. Fue el heredero del Bloque Democrático (Blok Demokratyczny) que se presentó en las elecciones de 1947 antes de la fusión entre comunistas y socialistas.
El Frente fue creado y subordinado al PZPR. Entre sus miembros se encontraban los tres partidos políticos polacos legales (el PZPR, el Partido Democrático y el Partido Campesino Unificado) y muchas organizaciones (como los sindicatos). Durante las elecciones, tenía casi el monopolio (variado según el momento particular) en el registro de candidatos que tenían derecho a participar en las elecciones.
Como fue el caso con otros frentes populares en el Bloque del Este, los partidos miembros del frente estaban en gran parte subordinados al PZPR; tuvieron que aceptar el "rol protagónico" del PZPR como condición de su existencia.
En 1983 fue disuelto, para ser reemplazado por el Movimiento Patriótico por el Renacimiento Nacional.

## Líderes
- Bolesław Bierut (1947-1956)
- Aleksander Zawadzki (1956-1964)
- Edward Ochab (1965-1968)
- Janusz Groszkowski (1971-1976)
- Henryk Jabłoński (1976-1983)[1]